# Diadematidae

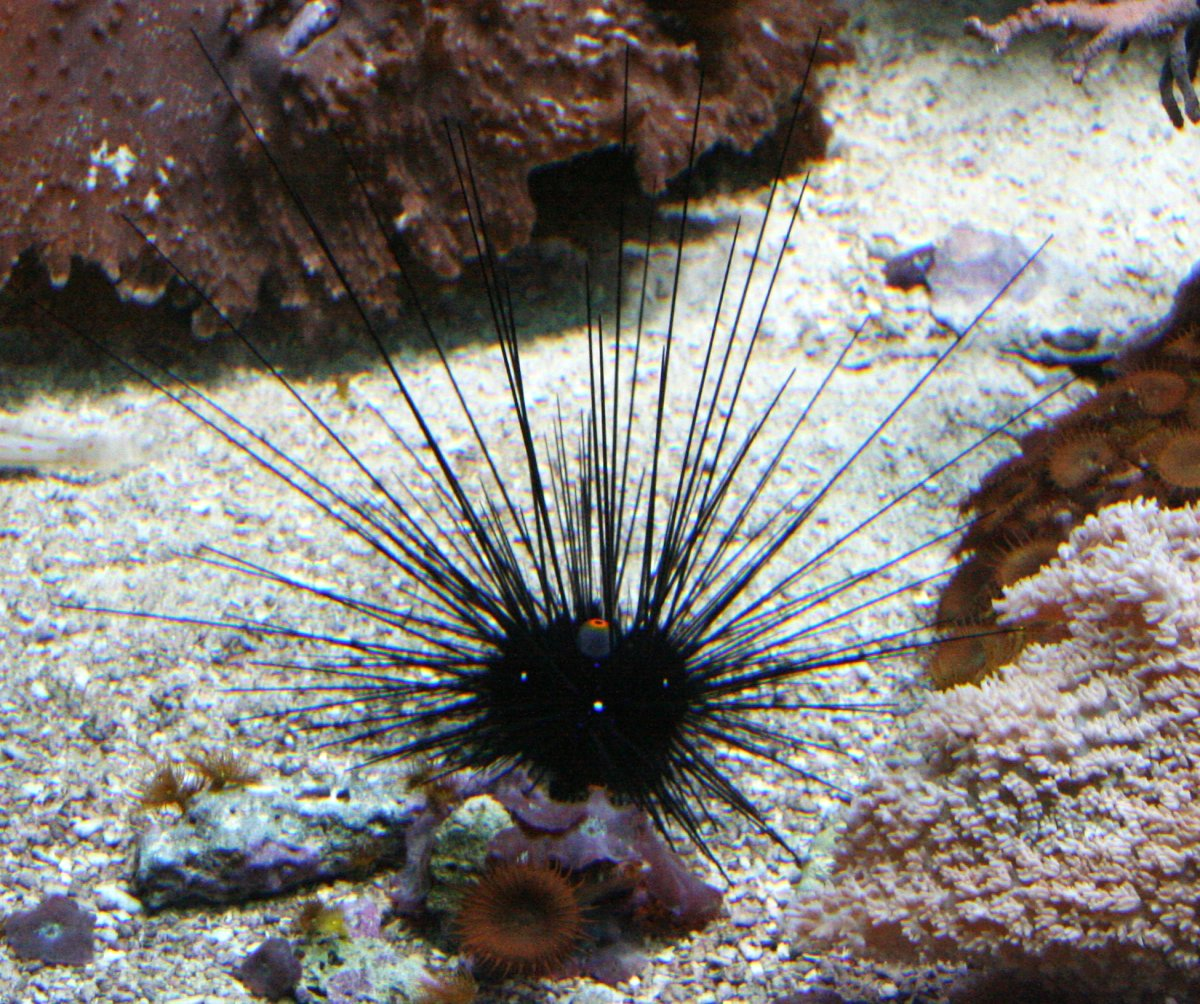

A Diadematidae család a tengerisünök osztályába tartozik.

## Rendszerezés
Diadematidae család – 27 faj
Astropyga nem (Gray, 1825) – 3 faj
- Astropyga radiata (Leske, 1778)
- Astropyga pulvinata (Lamarck, 1816)
- Astropyga magnifica (Clark, 1934)

Centrostephanus nem (Peters, 1855) – 5 faj
- Centrostephanus asteriscus (Agassiz & Clark, 1907)
- Centrostephanus coronatus (Verrill, 1867)
- Centrostephanus fragile (Wiltshire in Wright, 1882) – kihalt, a dániai, maastrichti, santoni korszakban élt
- Centrostephanus longispinus (Philippi, 1845)
- Centrostephanus nitidus (Koehler, 1927)

Chaetodiadema nem (Mortensen, 1903) – 3 faj
- Chaetodiadema granulatum (Mortensen, 1903)
- Chaetodiadema keiense (Mortensen, 1903)
- Chaetodiadema tuberculatum (Clark, 1909)

Diadema nem Gray, 1825 – 8 élő faj
Echinodiadema nem (Verill, 1867) – 1 faj
- Echinodiadema coronata (Verill, 1867)

Echinothrix nem (Peters, 1863) – 2 faj
- Echinothrix calamaris (Pallas, 1774)
- Echinothrix diadema (Linnaeus, 1758)

Eodiadema nem
kihalt, a korai jurában élt
Eremopyga nem (Agassiz & Clark, 1908) – 1 faj
- Eremopyga denudata (De Meijere, 1904)

Goniodiadema nem (Mortensen, 1939) – 1 faj
- Goniodiadema mauritiense (Mortensen, 1939)

Kamptosoma nem (Mortensen, 1903) – 1 faj
-
Palaeodiadema nem	(Pomel, 1887) – 1 faj
kihalt, a dániai, maastrichti, santoni korszakban élt
 Pedinothuria  nem (Louis, 1897) – 1 faj
- Pedinothuria cidaroides (Gregory, 1897) – kihalt, callovi és az oxfordi korszakban élt

Trichodiadema nem (Agassiz, 1863) – 1 faj
- Trichodiadema rodgersii (Agassiz, 1863)